# Gwynfor Evans

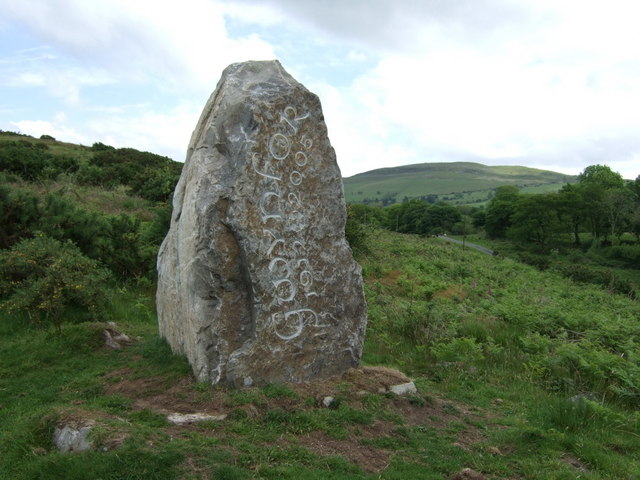
Památník Gwynfora Evanse nedaleko města Llandeilo ve Walesu

Richard Gwynfor Evans (1. září 1912 – 21. dubna 2005) byl velšský politik.
Třicet šest let byl předsedou politické strany Plaid Cymru, která usiluje o odtržení Walesu od Spojeného království. Za tuto stranu byl poslancem britského parlamentu v letech 1966-1970 a 1974-1979. Během svých mandátů proslul hájením striktně pacifistických stanovisek (v otázce nigerijské občanské války či války ve Vietnamu).
V letech 1961-1971 byl předsedou nevládní organizace Keltská liga (Celtic League), která bojovala mimo jiné za záchranu tzv. keltských jazyků.
Po skončení aktivní politické kariéry se věnoval publicistice, vydal řadu úspěšných knih s tematikou velšské historie a politiky.
V anketě 100 velšských hrdinů z roku 2004 obsadil čtvrté místo.